# Augochlora glabricollis
Augochlora glabricollis är en biart som beskrevs av Heinrich Friese 1917. Augochlora glabricollis ingår i släktet Augochlora och familjen vägbin. Inga underarter finns listade.